# (1770) Schlesinger
(1770) Schlesinger es un asteroide que forma parte del cinturón de asteroides y fue descubierto por Arnold A. Klemola y Carlos Ulrrico Cesco el 10 de mayo de 1967 desde el observatorio El Leoncito, Argentina.

## Designación y nombre
Schlesinger se designó inicialmente como 1967 JR.
Más adelante fue nombrado en honor del astrónomo alemán Frank Schlesinger (1871-1943).

## Características orbitales
Schlesinger orbita a una distancia media del Sol de 2,458 ua, pudiendo acercarse hasta 2,31 ua y alejarse hasta 2,605 ua. Su excentricidad es 0,05985 y la inclinación orbital 5,293°. Emplea en completar una órbita alrededor del Sol 1407 días.